# 森田正美
森田 正美（もりた まさみ、1956年7月27日 - ）は、愛知県名古屋市出身の写真家。男性。名城大学卒業。主な被写体はスポーツプレーヤーで、特に体操やフィギュアスケート等の、華麗さを競うスポーツを得意とする。

## 経歴
1995年より、会社勤務の傍らスポーツ写真を撮り始める。1998年からは、年1回のペースで個展を開催。徐々に、撮影した写真が雑誌等に使用されるようになり、カメラマンとして認められるようになる。2005年にプロカメラマンとして活動を開始する。